# Jossyp Hirnjak

Jossyp Hirnjak, 1980er

Jossyp Jossypowytsch Hirnjak (ukrainisch Йосип Йосипович Гірняк; * 14. April 1895 in Strussiw, heute Rajon Terebowlja, Ukraine; † 17. Januar 1989 in New York City) war ein ukrainischer und amerikanischer Schauspieler und Theaterregisseur.

## Leben und Wirken

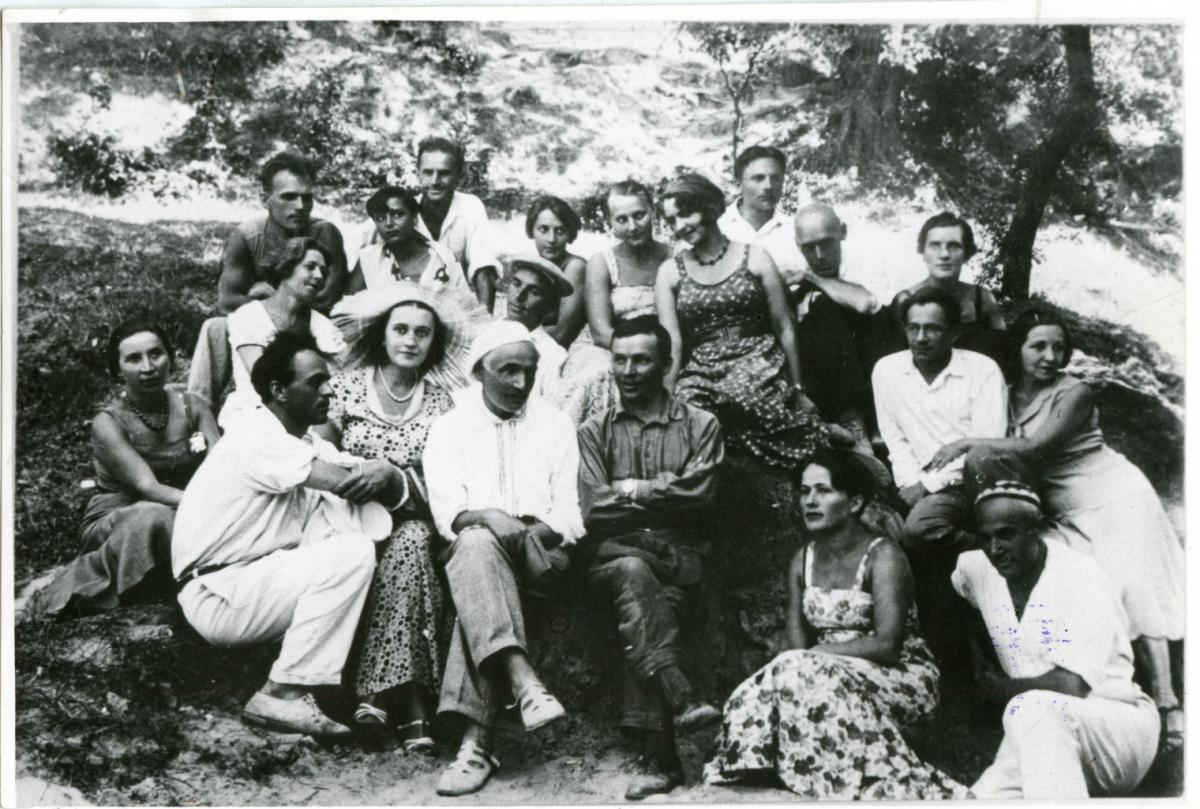
Les Kurbas und Mykola Kulisch mit Schauspielern des Theaters Beresil. Jossyp Hirnjak: 2. v. r. in der 2. Reihe, 1933

Jossyp Hirnjak wurde in eine kinderreiche Familie eines örtlichen Kirchendieners hineingeboren, die trotz bescheidener Verhältnisse allen Kindern eine gute Bildung ermöglichte. Er besuchte das Gymnasium in Stanislawiw und in Rohatyn. Im Jahr 1905 sah er in Kolomyja erstmals eine professionelle Theateraufführung – das Stück Herr von Karpenko-Karyj, gespielt vom Konversationstheater mit Marija Sankowezka, Mykola Sadowskyj und weiteren namhaften Vertretern des galizischen Theaters. Die Inszenierung hinterließ einen nachhaltigen Eindruck und prägte seine lebenslange Leidenschaft für die Bühnenkunst.
Während des Ersten Weltkriegs trat er gemeinsam mit seinem Bruder der Ukrainischen Legion bei. Sein Schauspieldebüt gab Hirnjak 1915 in einer Amateurtruppe der Legion, ab dem folgenden Jahr übernahm er erste Hauptrollen am Theater der Ruthenischen Konversationsgesellschaft. 1917 begann er ein Studium an der Veterinärakademie in Lwiw. In den Jahren 1919 bis 1920 war er am Neuen Lemberger Theater tätig, von 1920 bis 1922 am neu gegründeten Iwan-Franko-Theater in Winnyzja und in Tscherkassy. Im Jahr 1922 trat er gemeinsam mit seiner Frau Olimpia Dobrovolska der vierten Werkstatt der Beresil-Kunstvereinigung bei, dem von Les Kurbas aufgebauten avantgardistischen Beresil-Theater, das zunächst in Kyjiw und ab 1926 in Charkiw wirkte. Dort entwickelte er sich zu einem wichtigen Vertreter des modernen ukrainischen Theaters. Bekannt wurde er vor allem durch seine Rollen in Stücken von Mykola Kulisch, darunter Myna Mazajlo, Narodnyi Malakhii, Komuna v stepakh, Maklena Grasa und 97. 1924 spielte er in dem von Les Kurbas im Filmstudio Odesa inszenierten Stummfilm Vendetta einen Priester. Im Jahr 1927 besuchte er Berlin und gemeinsam mit Anatolij Petryzkyj die Deutsche Theaterausstellung in Magdeburg.
1934 wurde Hirnjak im Zuge der stalinistischen Repressionen nahezu gleichzeitig mit Les Kurbas und Ostap Wyschnja verhaftet und im Arbeitslager Ukhpechlag interniert. Er wurde nach Chibiu in der arktischen Region Komi verbannt und spielte dort im Kosolapkin-Theater, einem Theater für Gefangene und Zwangsumsiedler. 1937 wurde auch Dobrovolska verhaftet und zu ihrem Ehemann in die Verbannung geschickt. 1942 kehrte Hirnjak in die Ukraine zurück, wo er am Theater Lwiw als Schauspieler und Regisseur tätig war. Dort inszenierte er unter anderem die erste ukrainische Aufführung von Hamlet, die er dem 1937 hingerichteten Les Kurbas und Mykola Kulisch widmete.
1944 emigrierte er mit seiner Frau zunächst nach Österreich, später nach Deutschland. Nach dem Zweiten Weltkrieg lebte das Ehepaar als Displaced Persons zunächst in Landeck, wo sie 1946 ein ukrainisches Theaterstudio gründeten. Dieses hatte seinen Sitz in Mittenwald und führte bis 1949 über 250 Aufführungen ukrainischer und europäischer Stücke in Österreich und Bayern durch.
1949 übersiedelte das Ehepaar in die Vereinigten Staaten. Dort gründeten sie das Ukrainische Theater in Amerika, dessen künstlerischer Leiter Hirnjak von 1954 bis 1964 war. Die erste Inszenierung des Paares in den USA war das Stück Mutter und ich von Mykola Chwylowyj. In den USA setzte sich Hirnjak intensiv für die Bewahrung und Weiterentwicklung des ukrainischen Theaters im Exil ein, insbesondere für die Wiederbelebung von Produktionen des Beresil-Theaters. Neben seiner Tätigkeit als Regisseur und Schauspieler war er auch als Sprecher bei Radio Free Europe / Radio Liberty aktiv. Er hinterließ zahlreiche Artikel sowie seine Memoiren, in denen er die Geschichte und Bedeutung des ukrainischen Theaters im In- und Ausland dokumentierte.
Jossyp Hirnjiak starb 1989 in New York City und wurde auf dem ukrainisch-katholischen Friedhof St. Mary’s in Fox Chase beigesetzt.